# Calyptraeotheres
Calyptraeotheres is een geslacht van kreeftachtigen uit de klasse van de Malacostraca (hogere kreeftachtigen).

## Soorten
- Calyptraeotheres garthi (Fenucci, 1975)
- Calyptraeotheres granti (Glassell, 1933)
- Calyptraeotheres hernandezi Hernández-Ávila & Campos, 2006
- Calyptraeotheres pepeluisi E. Campos & Hernández-Ávila, 2010
- Calyptraeotheres politus (Smith, 1870)